# Lauerz
Lauerz es una comuna suiza del cantón de Schwyz, situada en el distrito de Schwyz. Limita al norte con las comunas de Arth, Steinerberg y Steinen, al este con Schwyz, al sur con Ingenbohl, y al oeste con Gersau.